# Robert Snyder
Robert Snyder (* 15. Januar 1916 in Brooklyn, New York; † 21. März 2004 in Pacific Palisades, Kalifornien) war ein US-amerikanischer Dokumentarfilmer. Er gewann 1951 einen Oscar als Produzent des Films The Titan: Story of Michelangelo.

## Leben
Robert Snyder wuchs im New Yorker Stadtteil Brooklyn auf. Er heiratete Allegra Fuller, die Tochter von Richard Buckminster Fuller. Seine Frau war Professorin für Tanz an der University of California, Los Angeles. Aus der Ehe gingen zwei Kinder hervor.
Snyder gewann 1951 den  Oscar für den besten Dokumentarfilm als Produzent der deutsch-schweizerischen Produktion The Titan: Story of Michelangelo. Der Film stammte eigentlich aus dem Jahr 1938 und wurde damals von Curt Oertel gedreht. Robert J. Flaherty und Richard Lyford bearbeitetem den Film und ließen ihn von Frederic March englisch synchronisieren.
Snyder wurde 1959 ein weiteres Mal nominiert, diesmal als Produzent des Films The Hidden World, einer Dokumentation über Insekten. Sprecher war Gregory Peck. Insgesamt führte Snyder bei elf Dokumentarfilmen selbst Regie, darunter vor allem Biografien, so zum Beispiel über Henry Miller, seinen Schwiegervater Richard Buckminster Fuller, den Friedensaktivisten Caresse Crosby, Will und Ariel Durant, Claudio Arrau und den Cellisten Pablo Casals.  and cellist Pablo Casals.
Seine zwölfteilige Serien Looking at Modern Art und Michelangelo: Self Portrait wurden von Public Broadcasting Service ausgestrahlt. Snyder verstarb nach langer Krankheit in Pacific Palisades am 21. März 2004.

## Filmografie

### Regie
- 1954: Halway to Hell
- 1957: A Visit with Pablo Casals
- 1961: A Glimpse of De Kooning
- 1969: The Henry Miller Odyssey
- 1974: The World of Buckminster Fuller
- 1974: Anais Nin Observed
- 1978: Ruth Asawa: Of Forms & Growth
- 1978: Claudio Arrau: A Life in Music
- 1989: Michelangelo: A Self Portrait
- 1995: Willem De Kooning: Artist (Kurzfilm)

### Produktion
- 1950: The Titan: Story of Michelangelo
- 1958: The Hidden World
- 1962: Bayanihan
- 1969: The Henry Miller Odyssey
- 1995: Willem De Kooning: Artist (Kurzfilm)

## Sachbücher
- This Is Henry, Henry Miller From Brooklyn. Los Angeles: Nash Publishers 1974. ISBN 978-0840280763
- Anais Nin Observed: Portrait of the Woman as an Artist. Swallow Press 1976. ISBN 978-0804007085
- Buckminster Fuller: An Autobiographical Monologue Scenario. St Martins Press 1980. ISBN 978-0312106782